# Münchsmünster
Münchsmünster ist eine Gemeinde  im oberbayerischen Landkreis Pfaffenhofen an der Ilm.

## Geographie

### Geografische Lage
Münchsmünster liegt im nordöstlichsten Winkel des Landkreises Pfaffenhofen an der Ilm und an der Ostgrenze Oberbayerns. Die am nächsten liegende Großstadt Ingolstadt ist 20 Kilometer entfernt. Die Gemeinde gehört zur Planungsregion Ingolstadt und ist im Regionalplan zusammen mit der Marktgemeinde Pförring als Doppelgrundzentrum eingestuft.
Die Ilm nähert sich in ihrem Flusslauf der Donau auf weniger als einen Kilometer, mündet dann aber doch zunächst (in einem Nachbarort) in die Abens.
Aufgrund der Lage im Tal der Donau befinden sich auf dem gesamten Gemeindegebiet keine nennenswerten Erhebungen. Hohe Bauwerke wie der Kirchturm und die Schornsteine der ansässigen Industrie sind bei gutem Wetter weithin aus dem Norden und Westen sichtbar. Die nächsten Erhebungen befinden sich im südlich angrenzenden Gebiet des Dürnbucher Forst.

### Gemeindeteile
Es gibt zehn Gemeindeteile (in Klammern ist der Siedlungstyp angegeben):
- Au (Einöde)
- Auhausen (Weiler)
- Dirnbergermühle (Weiler)
- Forstpriel (Siedlung)
- Griesham (Einöde)
- Mitterwöhr (Kirchdorf)
- Münchsmünster (Pfarrdorf)
- Niedermühle (Einöde)
- Niederwöhr (Kirchdorf)
- Oberwöhr (Dorf)

### Region
Südlich der Gemeinde befindet sich der Dürnbucher Forst, ein gemeindefreies Gebiet. Die nächstliegende Gemeinde in Richtung Süden ist Aiglsbach, etwas westlich davon liegt die Stadt Geisenfeld.
Weiter im Uhrzeigersinn folgt im Westen die Stadt Vohburg an der Donau.
Im Norden grenzt der Markt Pförring, dessen Gebiet sich bis südlich der Donau erstreckt.
Der nächste bewohnte Nachbarort ist Schwaig (Neustadt), ein Stadtteil von Neustadt an der Donau, direkt östlich von Münchsmünster liegend.
Alle benachbarten Kommunen sind Teil des Hopfenanbaugebiets Hallertau.

## Geschichte

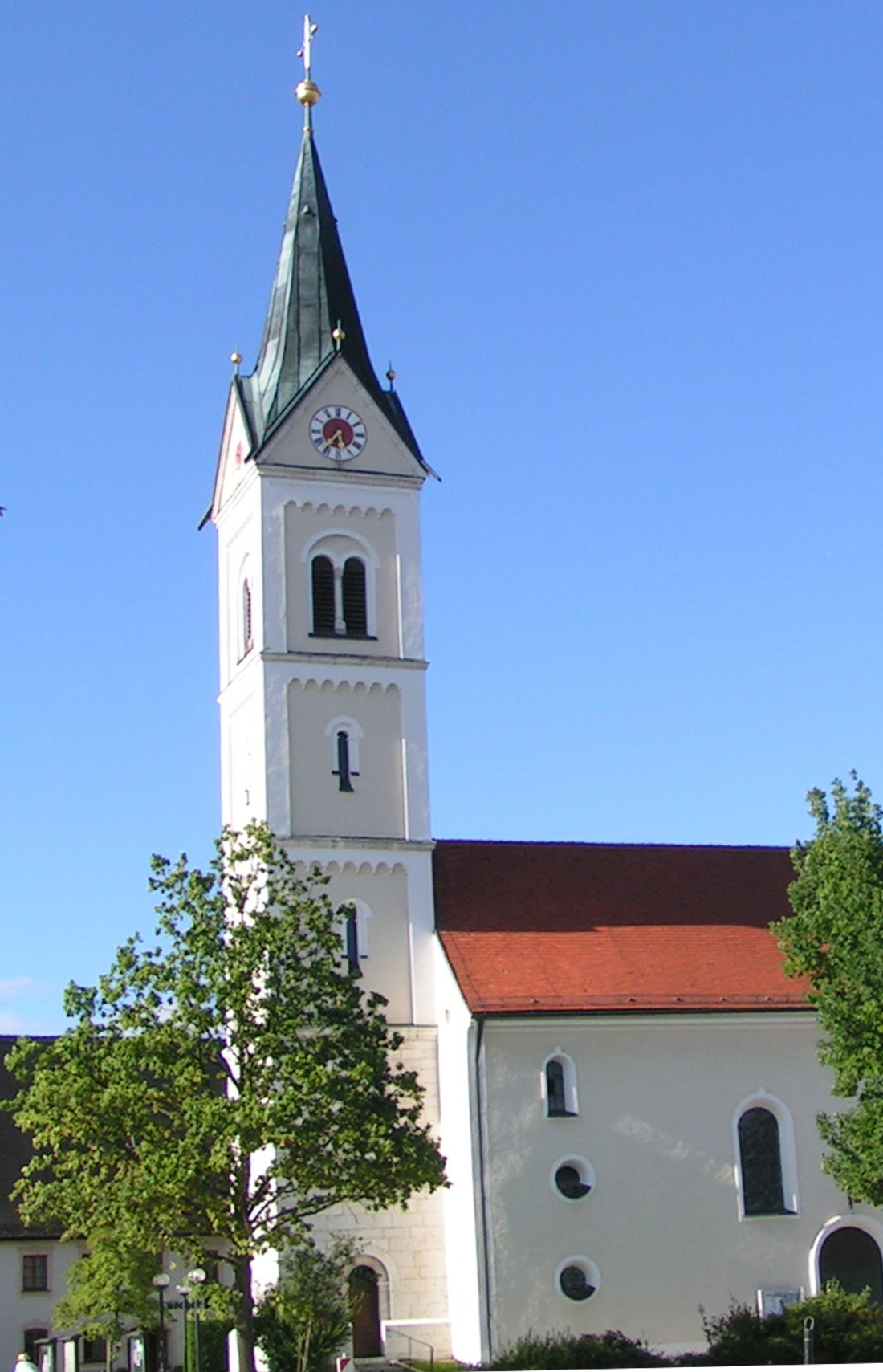
Kirche St. Sixtus

### Bis zur Gemeindegründung
Das örtliche Kloster Münchsmünster wurde durch Herzog Tassilo III. von Bayern gegründet und war bis 925 Kloster der Benediktiner, von 925 bis 1131 Kanonikerstift. Ab 1131 bis ins 16. Jahrhundert war es wieder Kloster der Benediktiner. Im Jahr 1556 erlosch in den Wirren der Reformation das Kloster. Die bayerischen Herzöge setzten dann weltliche Verwalter ein. 1598 wurden die Güter dem Jesuitenkolleg Ingolstadt übergeben. 1782 fiel die Anlage an die Malteser. 1815 wurden Kloster und Kirche abgebrochen. 1818 entstand die heutige politische Gemeinde.

### 19. bis 21. Jahrhundert
Im Jahr 1874 erhielt Münchsmünster eine Bahnstation der Donautalbahn. 1970 wurde ein weiterverarbeitender petrochemischer Betrieb in Münchsmünster angesiedelt. Im Dezember 2005 kam es zu einem Unfall in dem Werk, bei dem ein Feuerwehrmann aus Neustadt an der Donau sein Leben verlor.
Zum Jahresbeginn 2013 wurden 39,5 ha aus dem gemeindefreien Gebiet Dürnbucher Forst in Münchsmünster eingegliedert, womit auch der Landkreis Pfaffenhofen sowie der Bezirk Oberbayern erweitert wurden.

### Eingemeindungen
Im Zuge der Gebietsreform in Bayern wurde am 1. Januar 1978 die Gemeinde Wöhr, bestehend aus den Gemeindeteilen Griesham, Nieder-, Mitter- und Oberwöhr, eingegliedert.

### Einwohnerentwicklung
Zwischen 1988 und 2018 wuchs die Gemeinde von 2368 auf 3047 um 679 Einwohner bzw. um 28,7 %.

## Politik

### Bürgermeister
Andreas Meyer (Christliche Wählergemeinschaft e. V.) ist seit Mai 2002 Erster Bürgermeister, dieser wurde 2008, 2014 und 2020 wiedergewählt, zuletzt mit 80,24 % der Stimmen bei einem Mitbewerber.

### Gemeinderat
| Partei / Liste                 | Wahl 2020 | Wahl 2020 |
| Partei / Liste                 | %         | Sitze     |
| ------------------------------ | --------- | --------- |
| CSU                            | 29,38     | 5         |
| SPD/UW                         | 26,87     | 4         |
| Christliche Wählergemeinschaft | 43,75     | 7         |
| Gesamt                         | 100       | 16        |
| Wahlbeteiligung                | 58,66 %   | 58,66 %   |

### Wappen
| Wappen der Gemeinde Münchsmünster | Blasonierung: „In Blau auf grünem Dreiberg eine eintürmige silberne Kirche mit roten Dächern.“ |
| Wappen der Gemeinde Münchsmünster | Das Wappen wird seit 1970 geführt.                                                             |

## Wirtschaft und Infrastruktur

### Verkehr
Münchsmünster ist Verkehrsknotenpunkt mehrerer Bundes- und Staatsstraßen: Die B 16 ist eine gut ausgebaute, aber stark frequentierte Verbindung zu den Autobahnen A 9 und A 93 und fungiert als Bindeglied der Verdichtungsräume Regensburg, Landshut, Ingolstadt, Augsburg und Ulm. Ergänzend dazu und für Pendler nach Ingolstadt-Nord von hoher Bedeutung ist die B 16a.
In Münchsmünster beginnt auch der Verlauf der Bundesstraße 300, die bis nach Memmingen führt.
Die Staatsstraße 2233 führt über Neustadt an der Donau nach Kelheim. Die über die Donaubrücke Münchsmünster-Pförring erreichbare Staatsstraße 2232 stellt die Verbindung nach Riedenburg, Beilngries und Neumarkt in der Oberpfalz her.
Die Eisenbahnanbindung in die Richtungen Ingolstadt und Regensburg (Donautalbahn) wird sowohl von Pendlern als auch von der ortsansässigen Industrie genutzt.

### Ansässige Unternehmen
Die meisten Arbeitsplätze von Münchsmünster befinden sich im Südosten, südlich der Bahnlinie.
Dieses Gebiet wird in drei Bereiche unterteilt:
- Der Industriepark (östlich vom Bachfalter) mit chemischer und petrochemischer Industrie (LyondellBasell, Xervon). Er besteht seit den 1970er Jahren.
- Das Gewerbegebiet Wolfswinkel-West (mittlerer Teil, zwischen Bachfalter und Staatsstraße 2233), welches um 2010 entstanden ist
- Das Gewerbegebiet Süd (zwischen Bahnlinie und Staatsstraße 2233) mit Handels- und Logistikunternehmen

Bis 2013 wurde zudem durch Audi die noch unbebaute und teils rückgebaute Fläche des Industrieparks auf rund 27 ha für die Produktion von Leichtbauteilen erschlossen. Ferner hat der Automobilkonzern noch ca. 13 ha Fläche unmittelbar westlich des Schrannenbachs erworben, um den Standort längerfristig erweitern zu können.
Insgesamt arbeiteten im Jahr 2016 rund 1200 sozialversicherungspflichtige Beschäftigte im Gemeindegebiet, überwiegend im produzierenden Gewerbe.
Siehe auch: Ethylen-Pipeline Münchsmünster-Gendorf

## Öffentliche Einrichtungen

### Bildungseinrichtungen
Die Gemeinde besitzt eine Grundschule sowie eine Bücherei. Weiterführende Schulen befinden sich zum Teil in Nachbargemeinden.
Ferner werden in Betrieben verschiedene Ausbildungsplätze und Kurse angeboten.

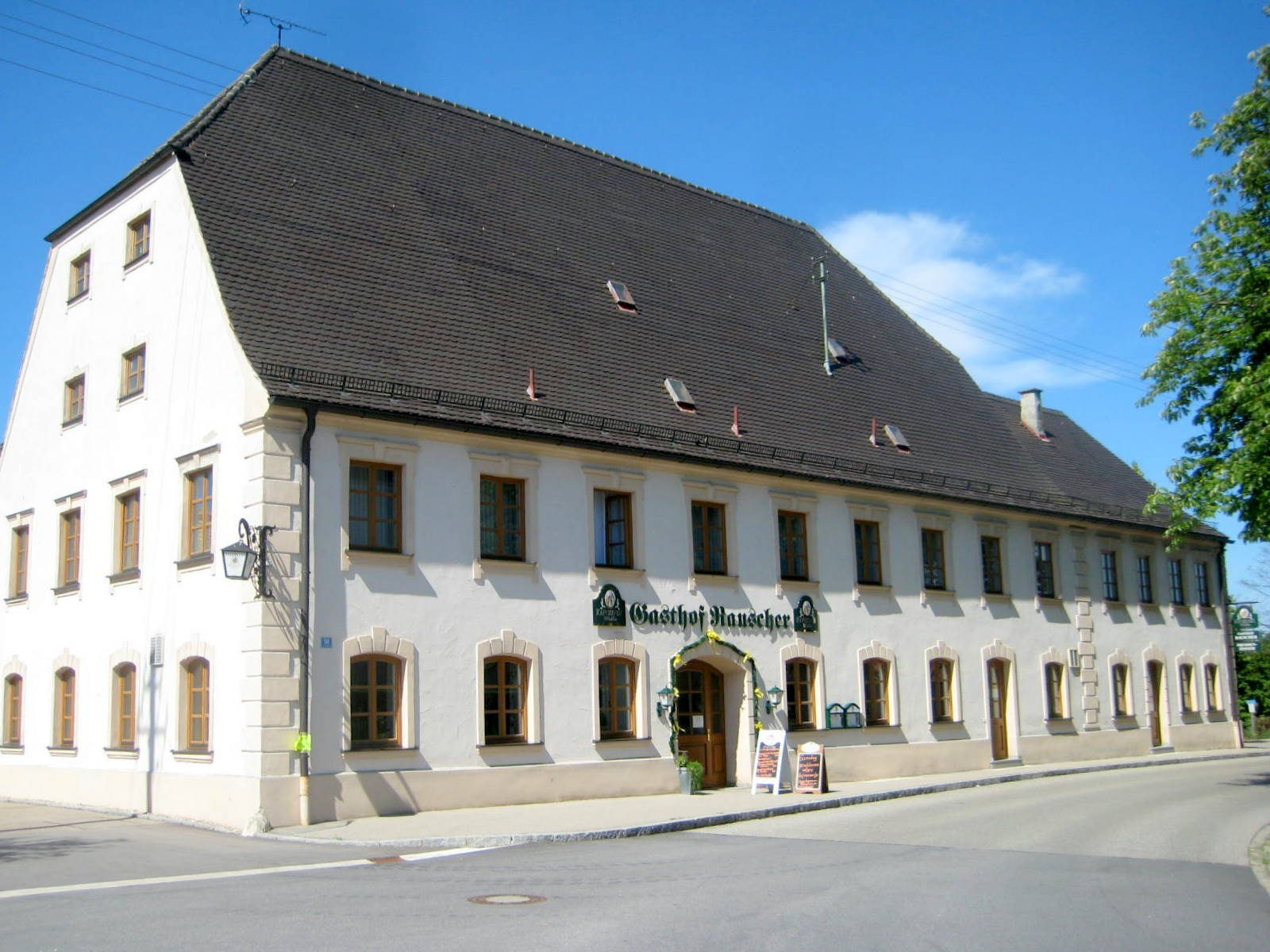
Der von der Gemeinde verpachtete Gasthof Rauscher

### Weitere kommunale Einrichtungen
Das moderne Rathaus wird primär von der Kommunalverwaltung und dem Gemeinderat genutzt. Darüber hinaus kann ein Veranstaltungsraum im Kellergeschoss für gemeinnützige Zwecke reserviert werden.
Die Gemeinde ist außerdem Eigentümer eines verpachteten Gasthofes mit Bürgersaal.

### Freizeit- und Sportanlagen
- Turnhalle: wird von der Grundschule und verschiedenen Vereinen genutzt
- Mehrzweck-Sportplatz: wird hauptsächlich von der Grundschule genutzt
- Fußballplätze: Nutzung und Wartung durch den Turnverein Münchsmünster
- Tennisplätze: Nutzung und Wartung durch den Tennisclub Rot-Weiß Münchsmünster
- Diverse Baggerweiher

### Bundeswehr
Die Pionierschule Ingolstadt der Bundeswehr betreibt an der nordöstlichen Gemeindegrenze eine Bauinstandsetzungseinrichtung (BIE).

## Söhne und Töchter der Gemeinde
- Hans Mahl (* 17. Juli 1909 in Münchsmünster; † 25. November 1988 in Oberkochen), Physiker, Spezialist für Elektronenmikroskopie
- Richard Adolf Strigl (* 1. Januar 1926 in Münchsmünster; † 27. März 1985 in München), katholischer Theologe